# The Last Hurrah (1977)
The Last Hurrah is een Amerikaanse dramafilm uit 1977 onder regie van Vincent Sherman. Het scenario is gebaseerd op de gelijknamige roman uit 1956 van de Amerikaanse auteur Edwin O'Connor.

## Verhaal
Frank Skeffington is de burgemeester van een grote stad. Hij wil zich kandidaat stellen voor een vierde ambtstermijn. Zijn leeftijd, zijn gezondheid en zijn politieke rivalen staan hem in de weg.

## Rolverdeling
| Acteur            | Personage           |
| ----------------- | ------------------- |
| Carroll O'Connor  | Frank Skeffington   |
| Leslie Ackerman   | Prudy Cass          |
| John Anderson     | Amos Force          |
| Dana Andrews      | Roger Shanley       |
| Robert Brown      | Nat Gardiner        |
| Jack Carter       | Sam Weinberg        |
| Tom Clancy        | Ditto Boland        |
| Brendan Dillon    | John Gorman         |
| Arthur Franz      | Hack Wiles          |
| Alan Hamel        | George Sherrard     |
| Mariette Hartley  | Clare Gardiner      |
| Burgess Meredith  | Kardinaal Burke     |
| Stewart Moss      | Winslow             |
| Patrick O'Neal    | Norman Cass         |
| Paul Picerni      | Dokter Santangelo   |
| Patrick Wayne     | Robert Skeffington  |
| Kitty Winn        | Maeve Skeffington   |
| Mel Stewart       | Herb Ripley         |
| Katharine Bard    | Grace Minihan       |
| Bill Quinn        | Jimmy Minihan       |
| Sandy Kenyon      | Kane                |
| James Sikking     | Monseigneur Killian |
| Arthur Batanides  | Ben Morrow          |
| William Benedict  | Willie Degman       |
| Harry Basch       | Redacteur           |
| Lane Allan        | Majoor O'Sullivan   |
| George Barrows    | Tomasino            |
| Jack Griffin      | Walsh               |
| Sal Vecchio       | Narone              |
| Paul Napier       | Collins             |
| Ricki Williams    | Elaine              |
| Mike Walden       | Omroeper            |
| Dennis McMullen   | Sergeant Sullivan   |
| Larry McCormick   | Omroeper            |
| Barbara Schillaci | Juffrouw Stone      |
| Paul L. Ehrmann   | Restauranthouder    |
| Elise O'Connor    | Mevrouw Cusack      |